# 烏茲別克斯坦國家電視廣播公司
烏茲別克斯坦國家電視廣播公司是中亚国家烏茲別克斯坦的國家廣播公司，成立于1957年。原为乌兹别克斯坦广播电视委员会（Oʻzbekiston radioeshtirish va televideniye qoʻmitasi），1992年1月7日易今名。该公司现擁有13個全國性電視頻道、5個全國性廣播頻道和13個地區性電視台。

## 历史沿革
1956年11月5日，塔什干电视台在今乌兹别克斯坦成立，该电视台是中亚地区的首个电视台，成立之初播出一个小时的电视节目。1957年，乌兹别克斯坦广播电视委员会在其基础上成立。1965年，塔什干电视台开始透过地面通讯线路转播莫斯科的电视节目:89。苏联解体后，乌兹别克斯坦广播电视委员会被新成立的乌兹别克斯坦政府改制为乌兹别克斯坦国家电视广播公司，并于1999年建立集团:84。

## 外部連結
- 官方網站 （页面存档备份，存于）（乌兹别克文）